# Provincias de Sudáfrica
Sudáfrica está dividida en nueve provincias. Tras las elecciones generales en Sudáfrica de abril de 1994, los homelands, conocidos como bantustanes, fueron reintegrados en la República y cuatro de las existentes provincias fueron convertidas en nueve. En diciembre de 2005, la 12.ª enmienda de la constitución varía las fronteras de las provincias.

## Provincias actuales
| Mapa de las provincias de Sudáfrica                                                                               |
| --- |
| Noroeste Cabo Septentrional Gauteng Limpopo Mpumalanga Estado Libre KwaZulu-Natal Cabo Oriental Cabo · Occidental |

| Bandera | Provincia              | Capital                                 | Ciudad más poblada | Sup. (km²) | Población (2011) (hab.) | Densidad (2011) (hab/km²) | IDH (2003) |
| ------- | ---------------------- | --------------------------------------- | ------------------ | ---------- | ----------------------- | ------------------------- | ---------- |
|         | Cabo Septentrional     | Kimberley                               | Kimberley          | 372 889    | 1 145 861               | 3,1                       | 0,69       |
|         | Cabo Occidental†       | Ciudad del Cabo                         | Ciudad del Cabo    | 129 462    | 5 822 734               | 45,0                      | 0,77       |
|         | Cabo Oriental          | Bhisho (Bisho)                          | Gqeberha           | 168 966    | 6 562 053               | 38,8                      | 0,62       |
|         | Estado Libre           | Bloemfontein                            | Bloemfontein       | 129 825    | 2 745 590               | 21,1                      | 0,67       |
|         | Gauteng                | Johannesburgo                           | Johannesburgo      | 18 178     | 12 272 263              | 675,1                     | 0,74       |
|         | KwaZulu-Natal          | Pietermaritzburg‡                       | Durban             | 94 361     | 10 267 300              | 108,8                     | 0,63       |
|         | Limpopo                | Polokwane (Pietersburg)                 | Polokwane          | 125 754    | 5 404 868               | 43,0                      | 0,59       |
|         | Mpumalanga             | Nelspruit                               | Nelspruit          | 76 495     | 4 039 939               | 52,8                      | 0,65       |
|         | Noroeste               | Mahikeng (Mafikeng)                     | Rustenburg         | 104 882    | 3 509 953               | 33,5                      | 0,61       |
|         | República de Sudáfrica | Pretoria, Ciudad del Cabo, Bloemfontein | Johannesburgo      | 1 220 813  | 51 770 560              | 42,4                      | 0,67       |

Notas:
† Estas estadísticas no incluyen las islas Príncipe Eduardo (335 km², con residentes no permanentes), las cuales son territorios subantárticos en el océano Índico pero parte de la provincia Occidental del Cabo por propósitos electorales.
‡ Pietermaritzburg y Ulundi fueron capitales conjuntas de KwaZulu-Natal desde 1994 hasta 2004.

## Historia
La división de Sudáfrica en diferentes regiones administrativas puede dividirse en tres distintos períodos.
Desde el establecimiento de la Unión Sudafricana en 1910, la principal división fue en cuatro provincias. No obstante, desde 1913, los propietarios blancos de tierras acotaron ciertas áreas que abarcaban un 13% del país en lo que más tarde se denominarían "homelands" (también conocidas como bantustanes) que servían como estados nacionales de jure para los negros y lograron ser unos de los puntales del apartheid. En 1976 el homeland de Transkei fue el primero en aceptar la independencia, y a pesar de que este estatus nunca fue reconocido por ningún otro estado, otros tres homelands siguieron ese camino.
Desde 1994 Sudáfrica ha sido dividida en las nueve provincias que aparecen al principio de este artículo. Los homelands fueron reintegrados en la República para las elecciones de abril de 1994.

### 1910-1994

Las provincias tras la creación de la Unión Sudafricana en 1910.

Provincias y bantustanes, tras la implementación del apartheid.

| Provincia                          | Capital                                 | Población máxima |
| ---------------------------------- | --------------------------------------- | ---------------- |
| El Cabo (1910-1994)                | Ciudad del Cabo                         | 6 125 335        |
| Natal (1910-1994)                  | Pietermaritzburg                        | 2 430 753        |
| Estado Libre de Orange (1910-1994) | Bloemfontein                            | 2 193 062        |
| Transvaal (1910-1994)              | Pretoria                                | 9 491 265        |
| Homelands                          | Capital                                 | Población máxima |
| Bofutatsuana (1977-1994)†          | Mmabatho                                | 1 478 950        |
| Ciskei (1972-1994)†                | Bisho                                   | 677 920          |
| Gazankulu (1971-1994)              | Giyani                                  | 954 771          |
| KaNgwane (1981-1994)               | Louieville Schoemansdal (de facto)      | 779 240          |
| KwaNdebele (1981-1994)             | KwaMhlanga                              | 404 246          |
| KwaZulu (1981-1994)                | Nongoma (hasta 1980) Ulundi (1980-1994) | 3 400 000        |
| Lebowa (1972-1994)                 | Lebowakgomo                             | 2 740 587        |
| QwaQwa (1974-1994)                 | Phuthaditjhaba                          | 342 886          |
| Transkei (1976-1994)†              | Untata                                  | 2 323 650        |
| Venda (1979-1994)†                 | Thohoyandou                             | 558 797          |
| Mandatos                           | Capital                                 | Población máxima |
| África del Sudoeste                | Windhoek                                | -                |

Notas:
† Estados donde el Homeland fue independiente.
En 1994 la provincia del Cabo se dividió en tres (Oriental, Septentrional y Occidental), se unificaron la provincia de Natal y el bantustán de Kwa-Zulú, el estado Libre de Orange pasó a llamarse provincia del Estado Libre, y la provincia de Trasvaal se dividió entre Gauteng, Mpaumalanga y Limpopo. También se creó la provincia del Noroeste con trozos de Transvaal, el Cabo y la totalidad de Bofutatsuana.